# Sigrid Arnade

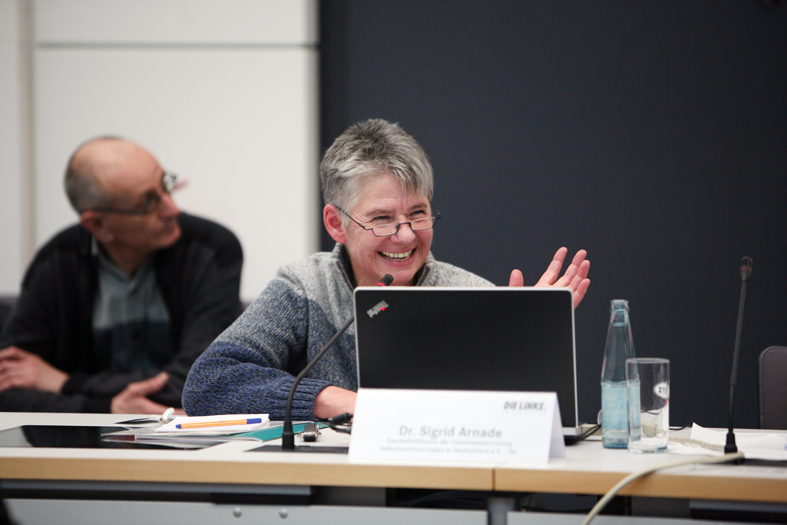
Sigrid Arnade (2013)

Sigrid Arnade (* 1956) war bis Januar 2020 Geschäftsführerin der Interessenvertretung Selbstbestimmt Leben in Deutschland e.V. (ISL) und ist Aktivistin für die Rechte behinderter Menschen, insbesondere behinderter Frauen.

## Werdegang
Die promovierte Tierärztin ist seit 1986 zur Fortbewegung auf einen Rollstuhl angewiesen und arbeitete seitdem als Journalistin, Moderatorin und Projektmanagerin mit den Schwerpunkten „behinderte Frauen“, „rechtliche Gleichstellung“ und „barrierefreies Naturerleben“.
Sie ist Mitbegründerin des Deutschen Behindertenrats, in dessen Arbeitsausschuss sie lange das Weibernetz e.V. vertrat und später die ISL e.V. Für den Deutschen Behindertenrat hat sie an den Verhandlungen zur UN-Behindertenrechtskonvention (BRK) in New York teilgenommen und sich vor allem für die Einbeziehung der Gender-/Frauenperspektive in die BRK eingesetzt.
Außerberuflich hat sie drei Vereine und eine Stiftung mitbegründet. Derzeit ist sie ehrenamtlich in den Vorständen des NETZWERK ARTIKEL 3, der Stiftung LEBENSNERV sowie als Sprecherin der LIGA Selbstvertretung aktiv. 2023 wurde sie zur Honorarprofessorin an der Alice Salomon Hochschule Berlin bestellt.

## Ehrungen
Als Vorkämpferin für die Rechte behinderter Frauen wurde sie 2004 mit dem Bundesverdienstkreuz am Bande und 2010 mit dem Bundesverdienstkreuz 1. Klasse geehrt. Seit 2004 ist sie Trägerin des Binding-Preises für Natur- und Umweltschutz.

## Schriften (Auswahl)
- Sigrid Arnade: Weder Küsse noch Karriere. Erfahrungen behinderter Frauen. Fischer Taschenbuch Verlag, Frankfurt a.M 1992, ISBN 978-3-596-10624-0.
- Sigrid Arnade, H. - Günter Heiden M.A.: Modell-Management-Plan zum Thema „Barrierefreiheit“ am Beispiel des Nationalparks Berchtesgaden. Hrsg.: Verein der Freunde des Nationalparks Berchtesgaden e.V. 1. Auflage. 2006 (bayern.de [PDF]).
- Einmischen Mitmischen. Informationsbroschüre für behinderte Mädchen und Frauen. BMFSFJ, Berlin 2007